# Burgio

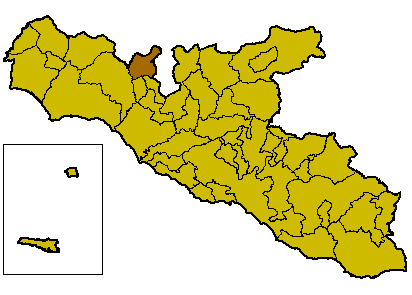
Localització de Burgio

Burgio (sicilià Burgiu) és un municipi italià, dins de la província d'Agrigent. L'any 2008 tenia 2.885 habitants. Limita amb els municipis de Caltabellotta, Chiusa Sclafani (PA), Lucca Sicula, Palazzo Adriano (PA) i Villafranca Sicula.

## Administració
| Període | Identitat        | Partit        |
| ------- | ---------------- | ------------- |
| 2007-   | Vito Ferrantelli | Llista cívica |